# Gertrud Gussander
Gertrud Ellida Gussander, född 31 juli 1872 på Gammelstilla bruk, Torsåkers församling, Gävleborgs län, död 5 april 1950 i Enskede församling, Stockholm var en svensk läkare. Hon var Sveriges första kvinnliga kirurg.
Efter studentexamen i Göteborg 1895 avlade Gussander mediko-filosofisk examen 1898, blev medicine kandidat 1901, medicine licentiat 1906 i Stockholm och medicine doktor 1912 i Lund. 
Hon var tillförordnad lasarettsunderläkare i Kristianstad 1905–1907, lasarettsunderläkare i Kristianstad 1907–1909, amanuens vid Sabbatsbergs sjukhus gynekologiska avdelning 1909–1910, tillförordnad lasarettsunderläkare och tillförordnad lasarettsläkare i Kristianstad 1910–1911, blev biträdande läkare vid Göteborgs barnsjukhus 1911, tillförordnad läkare vid kirurgiska avdelningen där 1915, tillförordnad lasarettsläkare vid Kristianstads lasaretts kirurgiska avdelning 1920, var kommunläkare i Gagnefs och Mockfjärds kommuner 1916–1936. 
Åren 1910–1911 lät Gertrud Gussander uppföra Elfgårdens  sjukhem i Djurås där hon sedan verkade som läkare. Efter pensioneringen 1936 var hon praktiserande läkare i Västerås och senare i Stockholm. Hon företog studieresor till Wien och Berlin 1908, till München och Dresden 1910, till Berlin 1913, till New York, Chicago, Rochester och Baltimore 1923.